# Укрупнение Белорусской ССР
Укрупнение Белорусской ССР — термин, который в советской историографии означает выделение из состава РСФСР в 1924 и 1926 годах территорий с большинством белорусского населения, присоединённых к РСФСР в 1919 году после первого провозглашения Белорусской ССР (БССР), и воссоединение их с БССР.

## Первое укрупнение БССР

### Предыстория

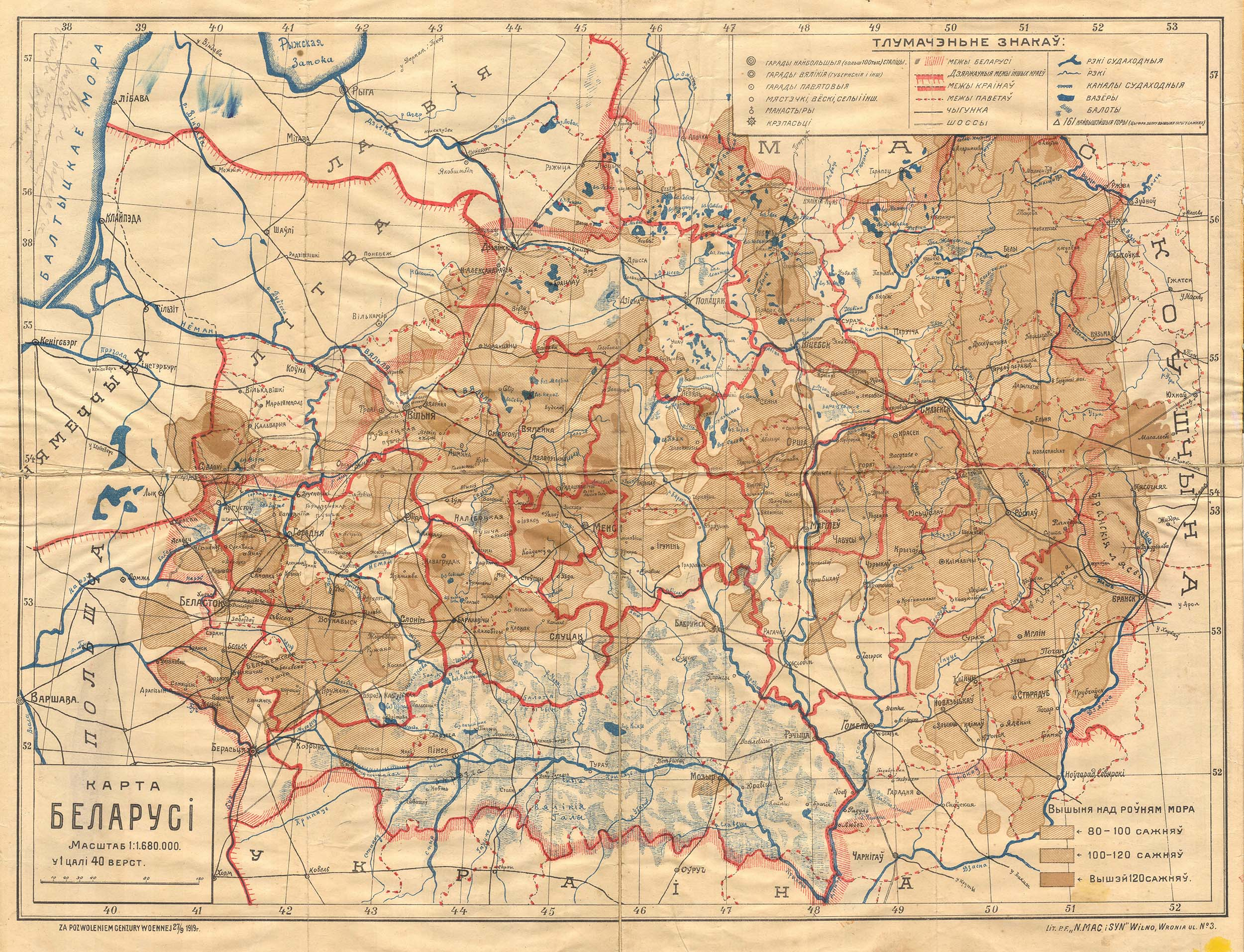
Карта Белоруссии по состоянию
на 1 января 1919 года

1 января 1919 года, в ходе Советско-польской войны, после завершения Белорусской операции Красной армии, на съезде новообразованной партии — КП (б) Белоруссии — в Смоленске был обнародован Манифест об образовании Советской Социалистической Республики Белоруссия (ССРБ). В состав новообразованной республики вошли Витебская, Гродненская, Могилёвская, Минская и Смоленская губернии.
Однако 16 января 1919 года на Пленуме ЦК РКП(б) было принято решение о передаче Витебской, Смоленской и Могилёвской губерний в состав РСФСР, и, таким образом, ССРБ стала включать в себя только Минскую и Гродненскую губернии и часть уездов Виленской и Ковенской губерний.
Между тем, в начале 1919 года наступление поляков на Прибалтику и Белоруссию возобновилось, и 9 августа 1919 года польские войска захватили Минск, белорусскую столицу. 31 июля 1920 года, когда под натиском Красной армии поляки оставили Минск, Советскую Беларусь провозгласили во второй раз. Но теперь её территория сократилась до исторического минимума — 6 неполных уездов бывшей Минской губернии: Борисовский, Бобруйский, Игуменский (с 1923 года Червенский), часть Мозырского (72 %), Минского (68 %) и Слуцкого (57 %). Общая площадь республики составила 52,4 тыс. км², численность населения — 1 544 тысячи человек.
По результатам Рижского договора 1921 года к Польше отошли территории Западной Белоруссии (108 тысяч км² с населением около 4,6 млн человек), находящиеся к востоку от линии Керзона, на которых преобладало белорусское население (часть территории Минской губернии, кроме Бобруйского, Борисовского, Игуменского, Мозырского, Минского и Слуцкого уездов; Минская губерния перестала существовать).
Руководством БССР неоднократно поднимались вопросы перед руководством РСФСР о несоответствии существующих территориальных границ БССР исконно белорусским землям и о расширении её территории. В декабре 1923 года Президиум ЦИК СССР утвердил состав специальной комиссии о пересмотре территориальных границ БССР, которая рассматривала конкретные материалы по каждому уезду. При рассмотрении этого вопроса было решено руководствоваться принципом преобладания белорусского населения в том или ином уезде.
В июне 1923 года ЦБ КП (б) Белоруссии передало в ЦК РКП (б) докладную записку, в которой приводилась статистика в отношении национального состава населения и делался вывод, что Витебская и Гомельская губернии и прилегающие к ним районы Смоленской губернии являются преимущественно белорусскими по своему национальному составу и должны составлять часть Советской Белоруссии.
Национальный состав населения по данным ЦБ КП (б) Белоруссии, %:
| Национальность        | Белорусская Республика | Витебская губерния | Гомельская губерния | Смоленская губерния |
| --------------------- | ---------------------- | ------------------ | ------------------- | ------------------- |
| Белорусы              | 80                     | 65-68              | 80                  | 40                  |
| Евреи                 | 15                     | 12-14              | 12-14               | ..                  |
| Великорусы и украинцы | ..                     | 10-12              | 4                   | ..                  |
| Поляки                | 3                      | 3-4                | 1                   | ..                  |
| Латыши, литовцы       | ..                     | 8-10               | ..                  | ..                  |

В то же время Наркомнац РСФСР передал в НКИД свою записку по тому же вопросу, в которой данные существенно отличались от статистики КП(б)Б.
Национальный состав населения по данным Наркомнаца согласно переписи 1920 года, %:
| Национальность | Витебская губерния | Гомельская губерния |
| -------------- | ------------------ | ------------------- |
| Белорусы       | 57,5               | 34                  |
| Русские        | 32,5               | 54                  |
| Украинцы       | ..                 | 4,5                 |

Кроме того, информацию, противоречащую выводам ЦБ КП(б)Б, представило ГПУ Белоруссии. Согласно его утверждениям, проводимая Наркомпросом белорусизация школы встречает противодействие среди крестьян, которые считают, что их дети, чтобы «выйти в люди», должны обучаться на русском языке.
23 ноября 1923 года Политбюро ЦК РКП(б) приняло решение о включении в состав БССР Витебской губернии полностью и Гомельской губернии за исключением четырёх уездов, до революции входивших в Черниговскую губернию, однако через месяц ЦК изменил своё решение: Невельский, Себежский, Велижский уезды Витебской губернии, Гомельский и Речицкий уезды Гомельской губернии и большую часть Мстиславского уезда Смоленской губернии решено было оставить в РСФСР. Белорусское руководство продолжало настаивать на передаче Белоруссии всех указанных им территорий. Этому сопротивлялось руководство Гомельской и Смоленской губерний, в котором большинство составляли русские и евреи.

### Итоги первого укрупнения

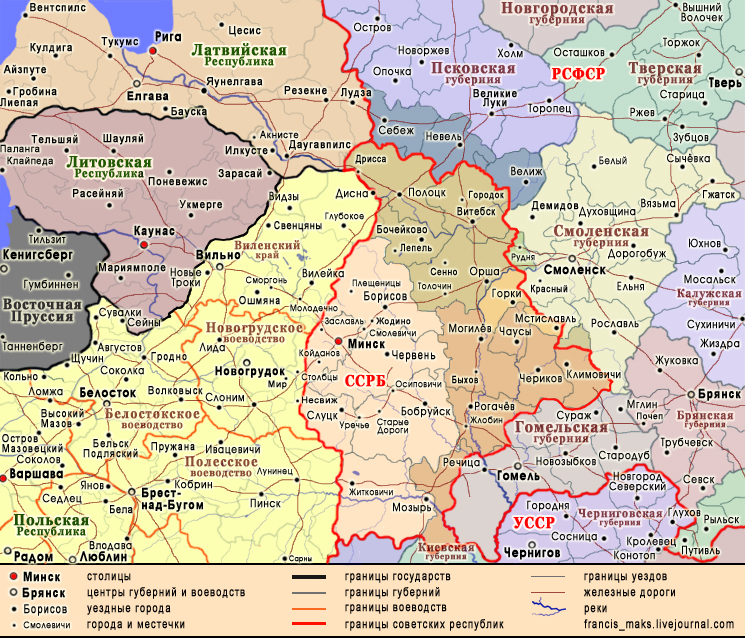
Границы БССР после первого укрупнения

Решение об укрупнении БССР было законодательно оформлено в два этапа: постановлением Президиума ВЦИК РСФСР от 3 марта 1924 года «О передаче Белоруссии районов с преимущественно белорусским населением» и резолюцией VI Всебелорусского чрезвычайного съезда Советов БССР от 13 марта 1924 года.
В результате в состав республики были возвращены Витебский, Полоцкий, Сенненский, Суражский, Городокский, Дриссенский, Лепельский и Оршанский уезды от Витебской губернии (в РСФСР остались Себежский, Невельский и Велижский уезды); Климовичский, Рогачёвский, Быховский, Могилёвский, Чериковский, Чаусский уезды от Гомельской губернии, которая в апреле 1919 года была преобразована из Могилёвской губернии (в РСФСР остались Гомельский и Речицкий уезды); 18 волостей Горецкого и Мстиславского уездов от Смоленской губернии. Территория БССР увеличилась более чем в 2 раза и составила 110,5 тыс. км², численность населения возросла до 4,2 млн человек. Витебская губерния была ликвидирована в связи с укрупнением БССР.
17 июля 1924 года было введено новое административно-территориальное деление Беларуси: вместо губерний и уездов — округа, районы, сельсоветы. Было создано 10 округов (Оршанский, Бобруйский, Борисовский, Витебский, Калининский, Могилёвский, Мозырский, Минский, Полоцкий, Слуцкий), в которые входили 100 районов и 1202 сельсовета.

## Второе укрупнение БССР

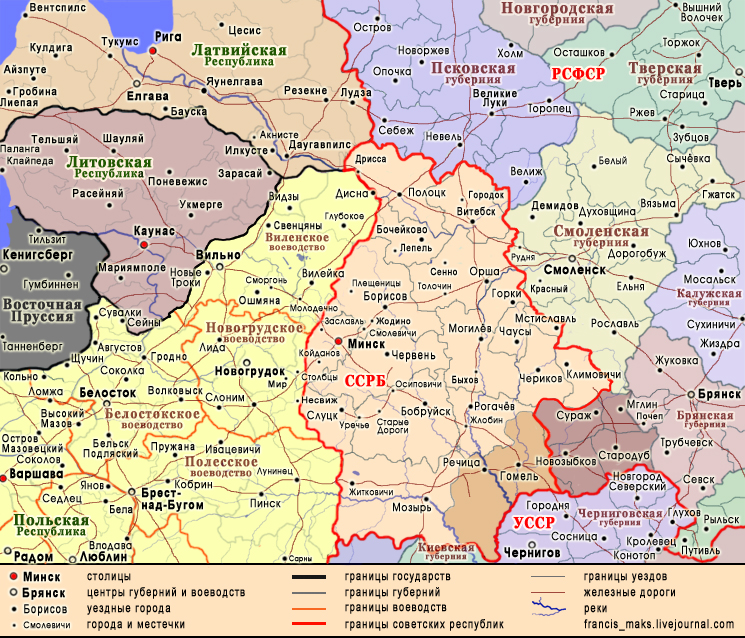
Границы БССР после второго укрупнения

### Предыстория
Одна из целей, которую преследовало укрупнение БССР, была достигнута: симпатии населения Западной Белоруссии были на стороне Советской России. Однако то, что Гомельский и Речицкий уезды оставались в составе РСФСР, вызывало большую критику за рубежом. У населения самого региона не было чёткого мнения о желательности присоединения. Местные партийные органы сопротивлялись процессу объединения. В частности, Гомельский губком в ноябре 1926 года утверждал, что население относится к введению белорусского языка в школах и вообще к белорусизации отрицательно, а работники фабрик «Герой Труда» (около 1500 рабочих), «Везувий» (около 1300 рабочих), «Днепр», гвоздильного завода «Интернационал» и лесопильного завода имени Томского выступают против присоединения к Белоруссии. Тем не менее, сочетание международного фактора, проведённых опросов и настойчивости властей Советской Белоруссии привело к завершению начатого в 1924 году процесса объединения практически всех этнических белорусских земель в составе БССР.

### Итоги второго укрупнения
В декабре 1926 года было провозглашено второе укрупнение территории Белорусской ССР, в результате которого в состав республики были возвращены Речицкий и Гомельский уезды Гомельской губернии, переименованные затем в округа. Клинцовский, Новозыбковский и Стародубский уезды отошли к Брянской губернии РСФСР; Гомельская губерния в составе РСФСР была ликвидирована. Территория БССР после укрупнения увеличилась до 125,8 тысяч км², численность населения выросла до 4,9 млн человек.
В 1920-е годы в местах компактного проживания этнических меньшинств в Белоруссии были созданы национальные сельсоветы. В 1928 году их насчитывалось 67: 23 еврейских, 19 польских, 16 русских, 5 латышских, 2 украинских, 2 немецких.

## Статистика 1919—1991 годов
Западная Белоруссия находилась в составе Польской Республики до сентября 1939 года. В ноябре 1940 года в состав Литовской ССР были переданы 3 района БССР: Годутишковский, Поречский и Свенцянский.
Территория Белорусской ССР в 1919—1991 годах, км²:
Численность населения Белорусской ССР в 1919—1991 годах, тыс. чел.: